# یاخشی‌خان
یاخشی‌خان (به ترکی استانبولی: Yahşihan) شهری است در کشور ترکیه که در استان قیریق‌قلعه واقع شده‌است. جمعیت این شهر بر اساس سرشماری سال ۲۰۰۸ میلادی ۹٬۵۷۳ نفر و بر اساس برآوردهای سال ۲۰۰۹ میلادی ۹٬۹۸۰ نفر می‌باشد.